# Michael Kerr (Jurist)
Sir Michael Robert Emanuel Kerr PC (* 1. März 1921 in Berlin-Charlottenburg; † 14. April 2002 in London) war ein britischer Jurist und Buchautor deutscher Herkunft. Seine Kindheitserfahrungen in der Emigration aus dem nationalsozialistischen Deutschland wurden durch die autobiografisch motivierten Bücher Als Hitler das rosa Kaninchen stahl und Warten bis der Frieden kommt seiner Schwester Judith Kerr bekannt.

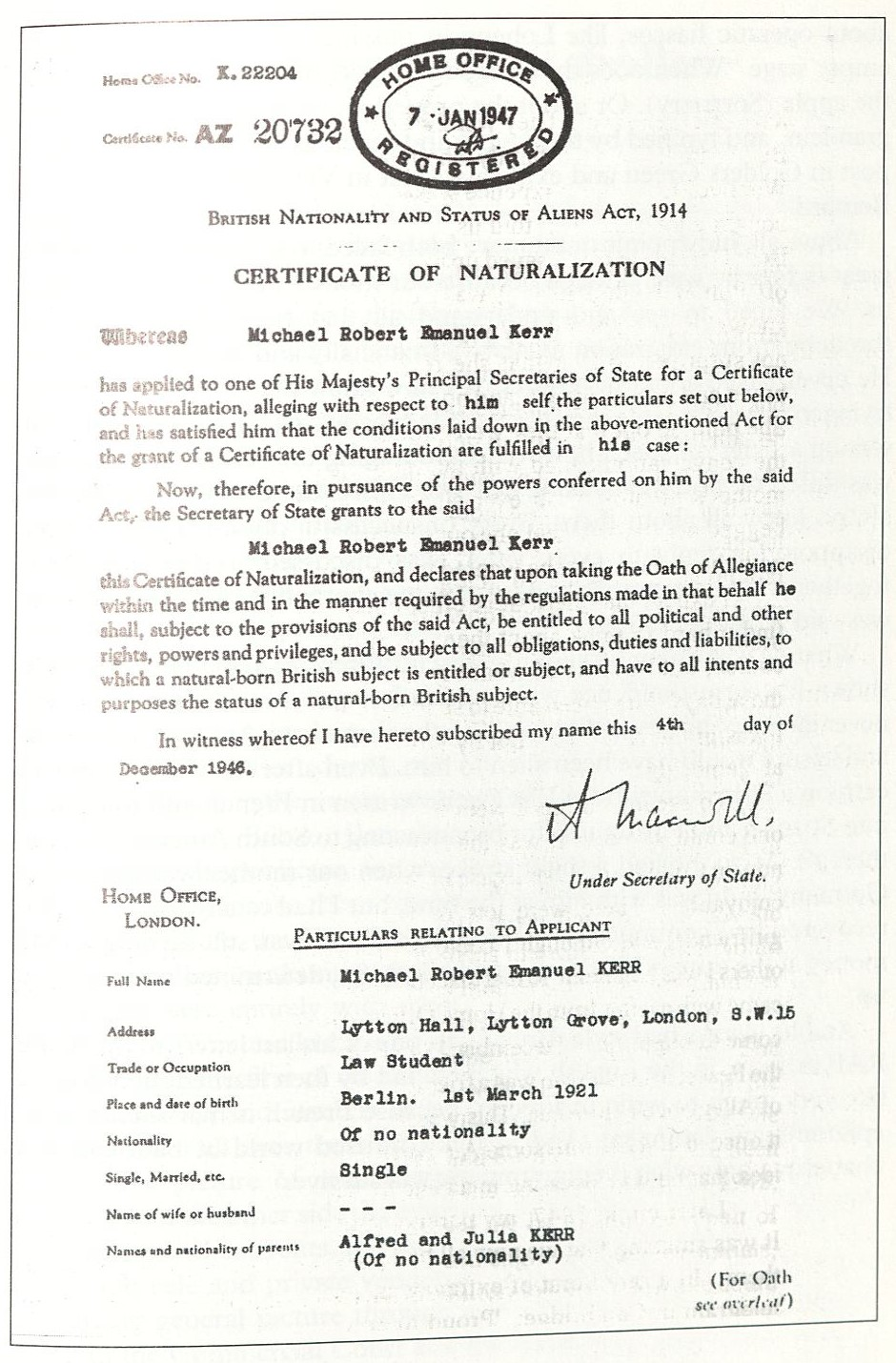
Einbürgerung (1946)

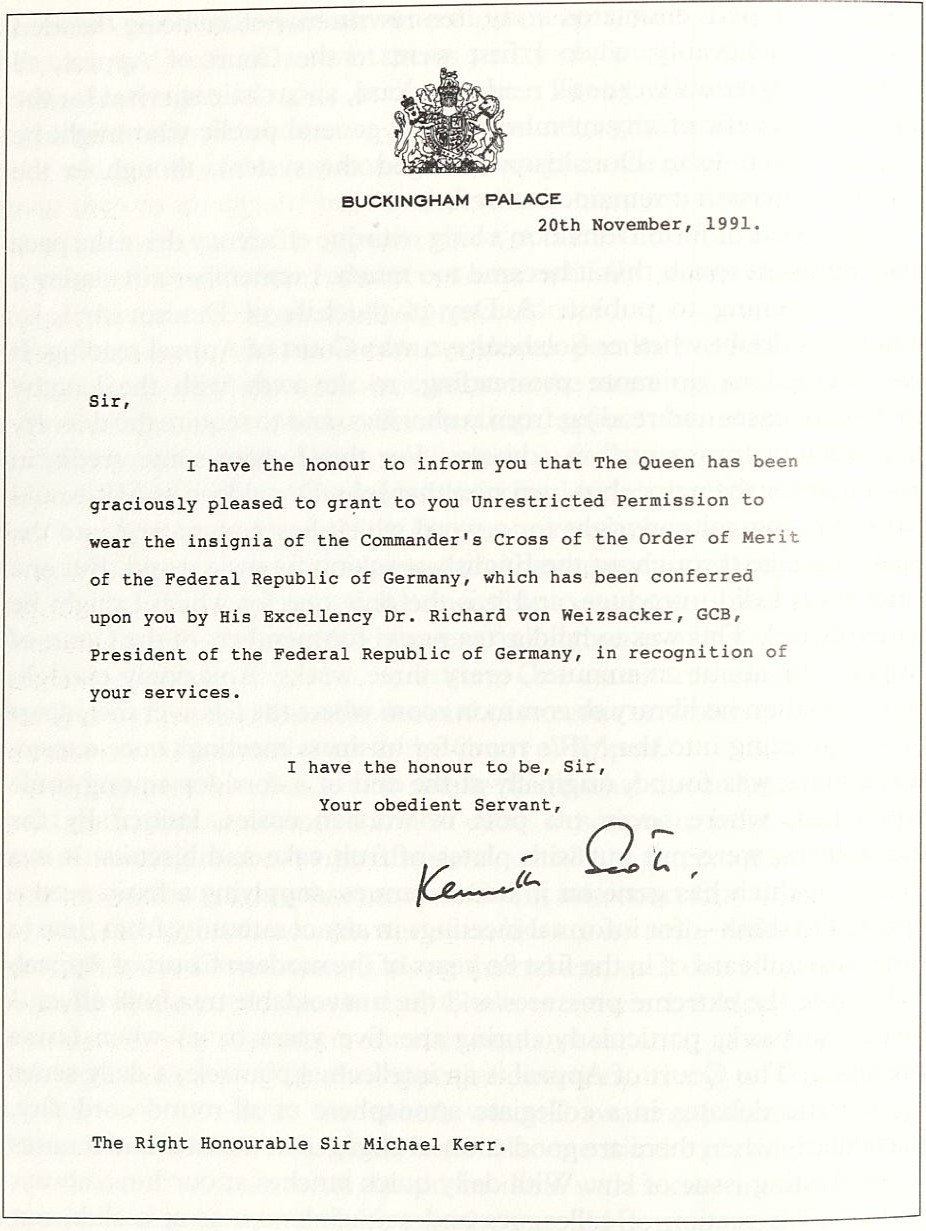
Großes Bundesverdienstkreuz (1991)

## Leben
Michael Kerr war der Sohn des Theaterkritikers Alfred Kerr und dessen Frau Julia, geborene Weismann. Nach der Machtergreifung der Nationalsozialisten 1933 floh seine Mutter mit ihm und seiner Schwester in die Schweiz und später nach Frankreich und England. Der Vater war schon vorher über Prag in die Schweiz geflüchtet.
Dank eines Förderers seines Vaters konnte Michael Kerr in England Privatschulen besuchen. Kerr hatte den Wunsch, sich in nichts von der Oberklasse seines Gast- und neuen Heimatlandes England zu unterscheiden. Während des Zweiten Weltkriegs war er zunächst als Enemy Alien auf der Isle of Man interniert, flog später jedoch als Pilot der Royal Air Force. Nach dem Krieg absolvierte er dann am Clare College in Cambridge sein Jurastudium. Über den High Court (1972) – er war dessen erster Richter, der nicht in England geboren war – und den Court of Appeal (1981) führte ihn seine Karriere zum International Arbitration Court (1989) in London. Er wurde als einer der führenden Juristen in Großbritannien in den Adelsstand erhoben.
In seiner Autobiografie As Far As I Remember berichtet er einerseits über seine familiären Hintergründe, die der Leserschaft aus Judith Kerrs Büchern allerdings schon recht vertraut sind, andererseits über seine Erfahrungen mit dem englischen Rechtswesen. Seine knappe, analytische Sprache nähert sich stellenweise der seines Vaters an.

## Werk

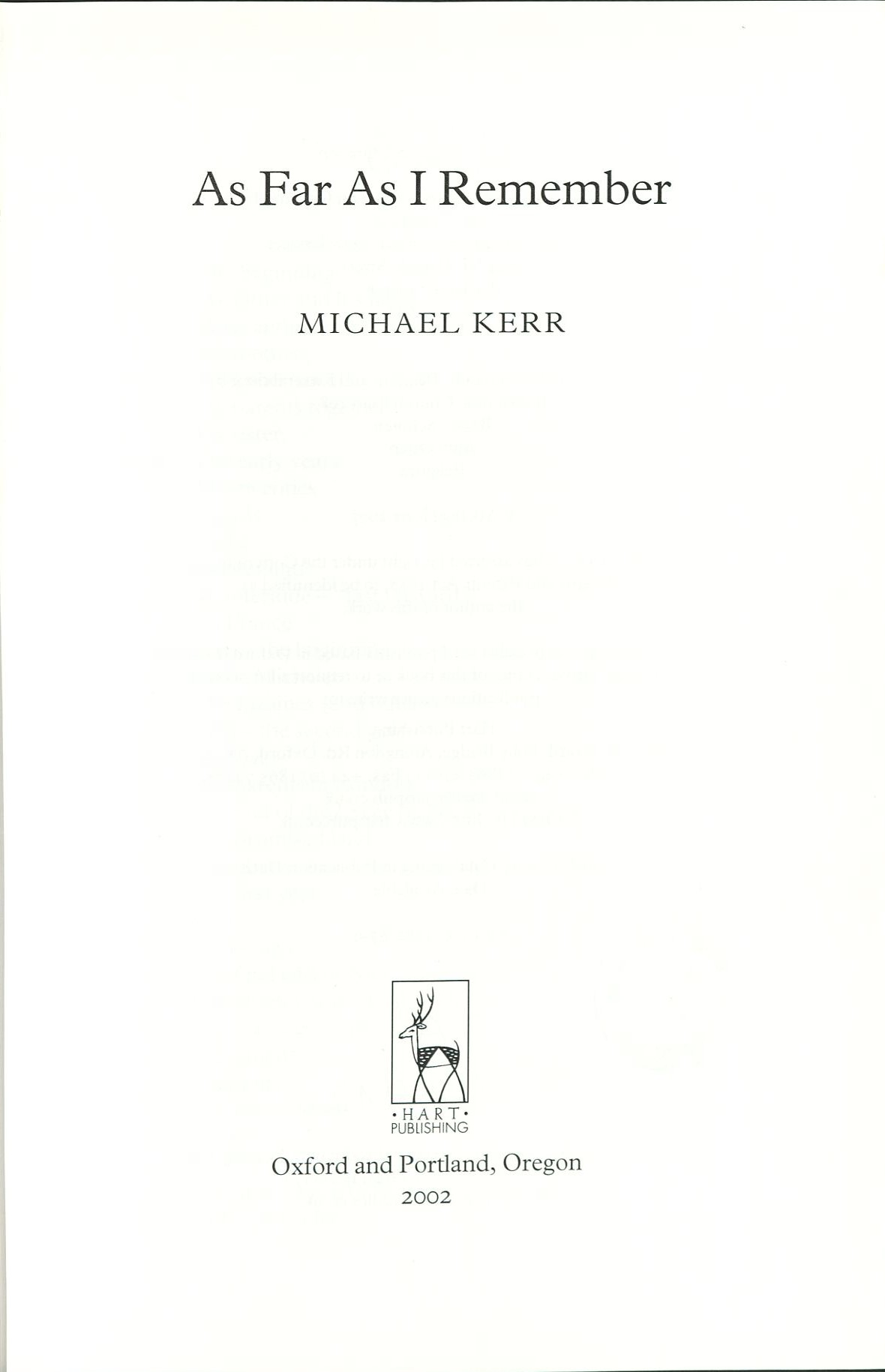
Autobiografie (2002)

- As far as I remember. Hart Publishing, Oxford 2002, ISBN 1-901362-87-6